# Československý státní soubor písní a tanců
Československý státní soubor písní a tanců, také ČSSPT, bylo profesionální umělecké těleso, které téměř padesát let úspěšně rozvíjelo tradiční lidové umění na scénách československých i zahraničních. Od počátku byl soubor koncipován jako reprezentační těleso, jehož posláním bylo uchovávat a rozvíjet tradice lidového tance, zpěvu a hudby Československa a propagovat lidové umění v Československu i v zahraničí. Dramaturgie se zaobírala také stylizovaným folklórem a hledáním cest při zpracování lidových prvků v nových choreografiích. Soubor slavil úspěchy doma i v zahraničí, kde navštívil, kromě Austrálie, všechny kontinenty. Pravidelně v Praze na Žofíně vystupoval pro zahraniční turisty a také pro školní mládež. Ukončil činnost v březnu 1991, ale malý český soubor ještě pokračoval v agentuře České umělecké studio spolu s Černým divadlem, komorní operou Mozart a Pražským baletem. Počátkem roku 1994 agentura zanikla a s ní i celý soubor.

## Vznik a patroni
Poválečná atmosféra přála návratu k lidové tvořivosti. Vedle desítek amatérských národopisných souborů, mapujících folklór jednotlivých regiónů, přicházely i podněty zahraniční. V roce 1947 se v Praze konal první Světový festival mládeže a studentstva, který byl rovněž velkou přehlídkou lidové tvořivosti. Do Prahy se sjeli pod patronancí Světové federace demokratické mládeže představitelé 71 zemí, kteří se navzájem prezentovali svými tradicemi. Sovětský svaz zastupoval mj. Moisejevův Státní akademický folklórní soubor, který zanechal strhující dojem. Udává se, že tehdy na podnět choreografky Jožky Šaršeové a etnografa profesora Karla Plicky přistoupilo Ministerstvo informací a osvěty k založení (1947) reprezentačního profesionálního tělesa, v první fázi nazvaného Československý soubor národních písní a tanců, později (1952) přezvaného na Československý státní soubor písní a tanců (ČSSPT).
Bylo příznivou shodou okolností, že v době zrodu ČSSPT stále ještě žily velké osobnosti, kterým lidová kultura Československa zůstávala i v polovině dvacátého století intimně blízká a které se současně v jejím odkazu také odborně orientovaly. Folklorista Karel Plicka, který používal též křestního jména Karol, prožil podstatnou část svého života na Slovensku. Patnáct let tu dokumentoval lidovou tvorbu písňovou, taneční a zvykovou pro národopisný odbor Matice slovenskej a byl ideálním typem odborníka, garantujícího uměleckou orientaci nově vznikajícího folklorního tělesa, i když se aktivně na samotné činnosti souboru nepodílel. Stál rovněž u základů právě vznikající vysoké školy – FAMU. Jožka Šaršeová, tanečnice, choreografka a herečka, spolupracovala před válkou s divadelní avantgardou a našla vřelý vztah i k folkloru. Při tanečním konkurzu se uplatnila choreografka Zora Šemberová, pozván byl i šéf baletu Národního divadla, choreograf Saša Machov, který za války po uvolnění ze západní armády působil v baletu londýnské Sadler's Wells Opera, a další významné osobnosti, působící pak ve prospěch souboru externě jako konzultanti či hosté. Vynikali mezi nimi etnografové Vratislav Vycpálek nebo z mladší generace František Bonuš či ze Slovenska Ing. Štefan Nosál. ČSSPT ovšem potřeboval jednotící reprezentační uměleckou osobnost. Tou se stal Arnošt Košťál, všestranně vzdělaný skladatel. který získal potřebnou autoritu a udržel si ji i v kritických časech souboru ve funkci ředitele. ČSSPT započal činnost v září 1948 prvními zkouškami na zámku v Kvasicích pod uměleckým vedením Jožky Šaršeové a její asistentky Libuše Hynkové. Ta se brzy prosadila jako přední osobnost souboru a podílela se dlouhou řadu let na úspěších taneční složky – od roku 1950 již na domovském působišti v Praze (na Vinohradech v Národním domě, od r. 1959 na Pohořelci).

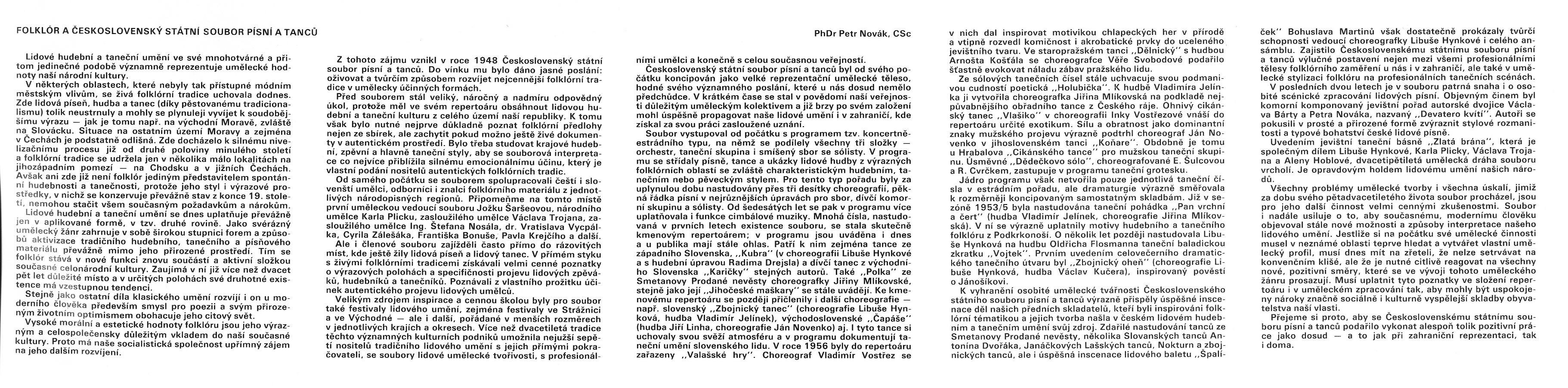
Komentář k 25. výročí založení ČSSPT od PhDr. Petra Nováka

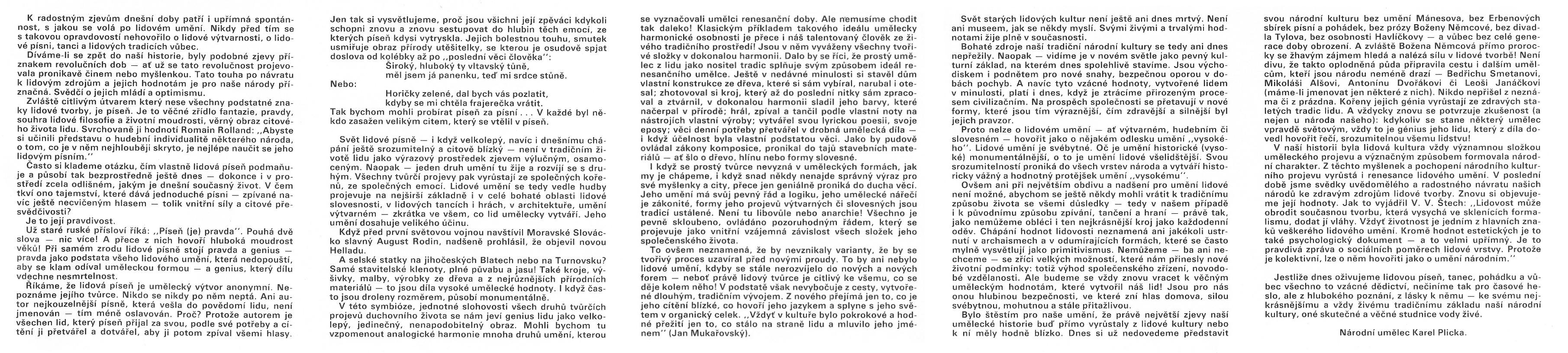
Komentář k 25. výročí založení ČSSPT od Karla Plicky

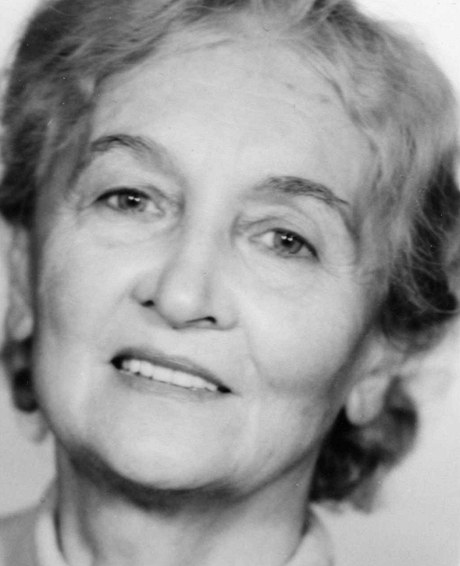
Choreografka souboru Libuše Hynková

## Taneční složka ČSSPT
Protože ústředním prostorem vystupování souboru byla scéna, je přirozené, že taneční složka byla jeho interpretační dominantou. V Kvasicích byli vybráni tanečníci a tanečnice, z nichž někteří přicházeli z živých folklorních oblastí, u jiných k tomu přibývalo i baletní vyškolení, ale všichni byli po úspěšných konkurzech naprosto zaujatí pro nový úkol. První šéfkou taneční složky byla jmenována Jožka Šaršeová, známá předválečná novodobá tanečnice, ale do uměleckého profilu ČSSPT se brzy nesmazatelně zapsala zejména Libuše Hynková, šéfchoreografka taneční složky a zejména určující „umělecká duše“ souboru. Hynková odešla na dva roky na studium do Moskvy, kde absolvovala GITIS, což byl pokračovatel Ruské akademie divadelního umění (Rossijskaja akademia těatralnogo iskusstva) – Gosudarstvennyj institut těatralnogo iskusstva, Státní institut divadelního umění, ve zkratce GITIS. Prezentovala se absolventským baletem „Zbojnický oheň“ o Juraji Jánošíkovi na hudbu Václava Kučery. Hlásila se rovněž k  Igoru Moisejevovi, tvůrci světově proslulého Moisejevova tanečního souboru. Není bez zajímavosti, že se za studií v Moskvě seznámila s mladým politikem Jiřím Pelikánem, který byl jistý čas jejím manželem a stal se otcem jejich dcery.
První vystoupení s nastudovaným folklorním programem se konalo 2.6.1950. Po boku Hynkové brzy zazářila i druhá vedoucí choreografka – Jiřina Mlíkovská, která vedla taneční složku za dvouleté nepřítomnosti Hynkové. Vzpomíná přední člen taneční složky Ivan Muchka: „Od r. 1953 se dramaturgie pod uměleckým vedením Jiřiny Mlíkovské zaměřila i na větší jevištní celky. První dílo tohoto typu vytvořila v r. 1954 zpracováním lidové pohádky Pan vrchní a čert (hudba V. Jelínek, kostýmy V. Fridrichová, výprava František Tröster). V r. 1958 nastudovala L. Hynková, která se po studiu choreografie znovu ujala vedení taneční složky, celovečerní taneční drama Zbojnický oheň (kostýmy a výprava A. Strnadel). Vznikly i tance nebo krátká pásma s dramatickým obsahem, např. Partyzánka (choreografie J. Mlíkovská, hudba Oldřich Flosman, kostýmy V. Fridrichová), Na třeboňské hrázi (choreografie J. Mlíkovská, hudba A. Košťál). V r. 1959 vytvořila L. Hynková podle valašské legendy podané J. Kobzáněm taneční scénu O zbojníku Vojtkovi a bohaté šenkérce (hudební spolupráce O. Flosman a Z. Kašpar, výprava J. Kobzáň). K dalším číslům patřil např. Zverbovaný (choreografie L. Hynková, hudba A. Košťál, kostýmy Bořivoj Lauda) nebo Beskyde, Beskyde (v choreografii Věry Svobodové, členky taneční složky souboru, hudba J. Dadák)“. S taneční složkou aktivně spolupracovali také slovenští choreografové, Cyril Zálešák (tanec Šorový), Štefan Nosál (z Lúčnice) a Juraj Kubánka (ze SĽUKu).
Stalo se pak dobrou tradicí ČSSPT, že i přední tanečnice a tanečníci dostávali příležitost choreografovat nová díla. Inka Vostřezová postavila kromě jiných vlastních kreací „Vlašiko“, jež bylo inspirované svérázným romským lidovým uměním. Skvělému úspěchu tance napomohla i jeho první taneční interpretka, Lilka Leszkowová. Na hudební podobu se podepsal Jiří Linha (s podmanivou partií sólových houslí v přednesu koncertní mistryně orchestru ČSSPT, Soni Pečmanové). Romskou notu zvolily SĽUK (Slovenský ľudový umelecký kolektív) i Lúčnica až později, možná právě i pod dojmem Vlašika, ač jejich choreografové měli Romy přímo v souborech. Inka Vostřezová za nimi musela jet na východní Slovensko a získávat tam místní, aby jí zatancovali. ČSSPT pak v duchu doby malou skupinu autentických romských tanečníků – otce s dcerou a synem – pozval k sobě do Prahy na živou demonstraci. Jedno z nejúspěšnějších čísel programu ČSSPT, Valašské hry,  vymysleli a nastudovali tanečníci souboru Vladimír Vostřez s Radimem Cvrčkem. Spontánní veselí, které kompozice vyvolávala, dokumentuje perlička z vystoupení při Royal Command Performance v Londýně: princ Charles se při vystoupení rozesmál, až mu z očí tekly slzy.
Samostatný proud v choreografii znamenala návaznost na hudební předlohy, kterými začal ČSSPT konkurovat kamenným divadlům a jejich baletu. K rozšíření a prohloubení uměleckého profilu ČSSPT přispěly taneční inscenace vycházející z odkazu velkých klasiků českého romantismu a novoromantismu. Polka ze Smetanovy Prodané nevěsty v podání ČSSPT a v taneční koncepci Jiřiny Mlíkovské se řadí mezi klenoty historie české choreografie. Libuše Hynková se nebojácně pustila do tanečního výkladu všech 16 Dvořákových Slovanských tanců (1976), na představeních se objevily Lašské tance Leoše Janáčka nebo Otvírání studánek Bohuslava Martinů. Nové na těchto kreacích bylo především to, že jak choreografie, tak taneční ansámbl oživily na předlohách z vážné hudby vědomí kmenové, národní příslušnosti. Nebylo k tomu třeba zvláštní školení ani přeškolení od návyků klasického baletu.
V r. 1963 byl uveden ucelený pořad s novou vizí práce v lidovém duchu – Utkáno z pramenů, v r. 1970 byl představen celovečerní Špalíček Bohuslava Martinů, kterým se ČSSPT dostal do historické konkurence s baletními soubory Národního divadla v Praze i Brně. Přední taneční inscenací, národně laděnou, se stala Zlatá brána (1974) Václava Trojana, skladatele, jemuž dal plnou důvěru i Jiří Trnka ve své loutkové verzi češství. Tematická linka o koloběhu života čerpala z práce Český rok Karla Plicky, který také na přípravě Zlaté brány spolupracoval (scénář, choreografie a režie L. Hynková, scéna a kostýmy Alena Hoblová). Program Tance českých mistrů (1984, České tance B. Smetany, Lašské tance L. Janáčka – choreografie Gustav Voborník) může být další ukázkou, jak se choreografické příležitosti chopili členové souboru. Pořady Zemi milované (1980), Chléb a píseň (1983), Květy domova (1985) nebo Tanec a čas (1986), jako průřez tanců od středověku až po 20. století, připravoval František Bonuš ve spolupráci s Vladimírem Vašutem.

## Pěvecká složka ČSSPT
Vedle Heleny Kubátové, která obstarávala konkurz  a vedla smíšený pěvecký sbor, udávala tu úroveň osobnost Jiřího Linhy. Vystudoval učitelský ústav a po něm obor hudební výchova na Pedagogické fakultě UK. Linha měl všestranné hudební nadání, které se v ČSSPT dobře uplatnilo. Pečoval o kulturu zpěvu, který zde zabíral široký prostor od folklorního typu ke koncertnímu, případně komornímu projevu, a pro soubor úspěšně i komponoval.
„Desítka“ ženských hlasů měla svůj repertoár, stejně tak i „Dívčí trio“. S půvabem folklórního koloritu k sobě strhávala pozornost členka taneční složky ČSSPT Jiřina Mikulenková, mimořádně populární také pro svůj pěvecký podíl na filmu podle Pavla Kohouta „Zítra se bude tančit všude“. Spolu s ní zpočátku zpívala halekačky také Eliška Ševčíková. Zpěvačka OIga Strnadová, později provdaná za herce Vladimíra Menšíka, se prosadila i uměleckými výšivkami, vytvářela půvabné miniatury  na výtvarné náměty v lidovém duchu, mnohokrát vystavované. Spolu s Indrou Střítezskou a Marií Pokšteflovou patřily do základní sestavy „Incognito kvartetu“, který se vyčlenil z ženské pěvecké složky ČSSPT. Neopakovatelný punc mu dávala kontraaltistka Věra Nerušilová. Účinkoval „inkognito“, tj. bez požehnání a dohledu vedení ČSSPT, ač se v něm vystřídaly ještě některé další zpěvačky souboru jako například Jana Koubková či Zdena Salivarová.
Soubor „odchoval“ Waldemara Matušku, Naďu Urbánkovou nebo třeba Zdenu Salivarovou, která se pak v Kanadě, po boku manžela „Erola“ Josefa Škvoreckého, nechala inspirovat subjektivně prožitou atmosférou v ČSSPT ke knize „Honzlová – protestsong“ (1972, Toronto, Sixty-Eight Publishers). Škvorecký jako její nápadník za ní jezdíval už na zájezdy ČSSPT a v emigraci spolu dosáhli značné slávy.
Julek Škoda a Jiří Pouzar na sebe poutali pozornost jako přední členové mužské pěvecké části ČSSPT.

## Instrumentální složka ČSSPT
Orchestru, o který se soubor rozrostl v roce 1950, stál v čele mladý dirigent Vladimír Jelínek. Pracoval v ČSSPT od roku 1950 do 1965. Jelínek měl nejen talent potřebný pro práci se scénou, ale také vysoké ambice umělecké, jak brzy ukázal, když začal se svým nově vzniklým tělesem studovat pro domo sua Symfonii d-moll Césara Francka. V ČSSPT se uplatnil rovněž jako skladatel (např. „Pan vrchní a čert“ˇ, choreografie Jiřiny Mlíkovské). Vedle něho pracoval s orchestrem Radoslav Eliška a v roce 1970 přichází na krátký čas Mario Klemens, později šéf košické filharmonie a pražského orchestrálního tělesa FISYO. Jejich úroveň dobře dokumentuje další uplatnění: Jelínek se po emigraci stává v Montrealu šéfem orchestru Les Grands Ballets Canadiens, s nímž zůstal spojen až do své smrti (v Montrealu 23. listopadu 1989). Canadiens procestovali Kanadu, Spojené státy, Evropu, Jižní Ameriku i Dálný Východ. Zlatým hřebem jejich programu byla baletní verze symfonické trilogie Carla Orffa (Carmina burana, Catulli Carmina a Trionfo di Afrodite).
Jeho kolega, Radoslav Eliška, druhý dirigent souboru, začal vedle činnosti v ČSSPT učit dirigování na HAMU, hostoval i v České filharmonii a vpravdě životní úspěch mu v pozdějším věku přinesla četná opakovaná pozvání k dirigátům v Japonsku. Jelínek se v roce 1957 oženil s koncertní mistryní ČSSPT, houslistkou Soňou Pečmanovou, která s ním odešla do emigrace v roce 1965. V roce 1975 získali oba dva kanadské občanství. Pečmanová strávila jako děvče válku v zahraničí (studovala housle v Lille, ve Francii, a s rodiči odešla do Montrealu, kde na univerzitě McGill pokračovala ve studiu 1939–43 u Rachel Gilbertové). Na Curtis Institute (1944–48) ve Filadelfii byla žačkou Ivana Galamiana. Po roce 1965 sama vyučovala na McGill University a pokračovala u prvního pultu houslí i v orchestru svého manžela.
Z ČSSPT odcházeli někteří instrumentalisté na prestižní místa, včetně České filharmonie. Těžiště jejich práce v souboru bylo ovšem jiného druhu, daného hudbou, která většinou kladla specifické nároky. Z orchestru se vyčleňovaly drobné další útvary, zejména v sestavě zvané „cimbálovka“. Cimbálová muzika se utvořila už v roce 1955 při pětiměsíčním zájezdu do Číny, severní Koreje a Mongolska. Odštěpila se od orchestru, který jinak zůstal v Číně s větší částí souboru. Cimbálovka měla vlastní repertoár, i taneční. V roli primáše vynikl například Karel Přibyl, později přibyli i jiní primáši, např. Miloš Junek a Miroslav Král. Autentický kolorit dával vystoupením lidový cimbál. První cimbalista souboru byl  Pavel Farkas (vyslovováno: Farkaš). Nelze ovšem vynechat souborového dudáka (a v Čechách  lidového vypravěče) Láďu Hřebačku. Ve zcela malých obsazeních (vystupujících např. pro armádu nebo Jednotná zemědělská družstva) hrával i souborový harmonikář (Zdeněk Plechatý). Svérázným doplněním možností sestav orchestru bylo smyčcové kvarteto a dechovka Strahovanka. K souborovým instrumentalistům patřili i klavíristé, kteří zůstávali veřejnosti skryti. Hlavní hudební asistentkou a korepetitorkou taneční složky byla klavíristka Zdena Sirotková, ke které byl postupně se vzrůstající pracovní potřebou přibrán Jiří F. Svoboda a Jaroslav Mihule. Svoboda si doplnil vzdělání absolutoriem HAMU (dirigování), komponoval, řídil svůj amatérský pěvecký soubor a v druhé části života pracoval jako režisér v Československé televizi. Jaroslav Mihule odešel v roce 1959 a přijal místo lektora hudebních nauk na Institutu tělesné výchovy a sportu UK, kde pokračoval v akademické kariéře.

## Ze zahraničních zážitků
V roce 1957 vyrazila první menší skupina asi 30 lidí do Francie, zatímco velký soubor s orchestrem vystupoval v Moskvě. Paříž tak viděla vystoupení s cimbálovkou (primáš Karel Přibyl) a ocenila zpěvačku se sametovým altem, Věru Příkazskou, která s velkým úspěchem zpívala populární francouzskou píseň „Le temps des cerises“. Soubor pak jezdil skoro každoročně do Francie. Jeho prvním francouzským „manažerem“ byl Raymond Guillier, bývalý válečný pilot, prý střelený do hlavy, což se občas projevilo jeho “temperamentním“ jednáním.  Jeden z jeho prvních příkazů byl, že děvčata, která mají chlupaté nohy, si je musí okamžitě oholit, a totéž v podpaždí! To tehdy ještě v československé části světa nebyla samozřejmost.
V roce 1960 měl soubor vystupovat měsíc v divadle De L´Étoile v Paříži. Představení byla osmkrát do týdne (v sobotu a v neděli byla dvě představení, v pondělí volno). Pro velký úspěch byl zájezd prodloužen o další měsíc, takže soubor strávil Vánoce v Paříži. Na jedno vystoupení přišel slavný bývalý  ruský tanečník Serge Lifar. Charles Aznavour a Juliette Greco v divadle občas zkoušeli před vystoupením ČSSPT, protože tam v neděli natáčeli pro rozhlas. Tanečnice Inka Vostřezová vzpomínala v audionahrávce pro Paměť národa, jak při prvním zájezdu též navštívili „Les Milandes“, velkou usedlost na venkově. Slavná černošská zpěvačka a tanečnice Josephine Bakerová, která odešla z USA kvůli tamní  rasové diskriminaci do Francie i s manželem, slavným boxerem Joe Louisem, tam vytvořila domov pro dvanáct dětských sirotků různých národností a ras. Byla to jedinečná ukázka humanity a příklad, jak mohou lidé navzdory rozdílům ras spolu žít v míru a vzájemné pospolitosti. Nejmenší dítě bylo několikaměsíční mimino, nejstarší teenager. „Naše vystoupení patřilo symbolicky jí a dětem, přičemž výtěžek za vstupenky měl usedlosti přispět finančně“, vzpomíná Vostřezová v citovaném záznamu, o který se opírá i další text. „Poskytla nám večeři a vzpomínám na keramické talíře, zdobené písmeny Jo+Jo (Josephine Baker + Joe Louis). Na Les Milandes jsme po vystoupení přespali a odjeli druhý den.“
Velmi zajímavé byly také čtyři zájezdy souboru do USA. Do Prahy přijel v roce 1964 Abe Saperstein, majitel profesionálních černých basketbalistů „Harlem Globetrotters“ spolu se slavným americkým televizním moderátorem Edem Sullivanem, který měl v New Yorku svou televizní show (na ní soubor o Vánocích vystoupil a další rok tam vystupovali Beatles). Pánové se podívali na vystoupení souboru a najali ho na čtyřměsíční účinkování, pro další rok ještě na pětiměsíční. Šlo o zájezdy po USA (včetně Havaje) a Kanadě s vystoupením vždy během dvou přestávek mezi basketbalem.
Pamětníci z řad souboru měli dlouho v paměti zájezd ČSSPT do Las Vegas, kde se čtyři měsíce dvakrát denně vystupovalo spolu s Karlem Gottem. „Museli jsme ho poplivat pro štěstí, jakou měl trému, aby našel odvahu vyjít na scénu při prvním vystoupení. Julek Škoda mu vařil obědy a spolu se rozezpívávali,“ vzpomíná Inka Vostřezová.
Za velké cesty na Východ, do Číny, Severní Koreje a Mongolska, se těleso dělilo. Do Koreje jely pouze dva taneční páry (Josef Pivonka a Gustav Voborník, Inka Vostřezová a Danka Muricová), garderobiérka a pěvecká Desítka; do Mongolska další dva taneční páry, cimbálovka a pěvecká Desítka a umělecký vedoucí, Arnošt Košťál s harmonikou. Ze vzpomínek Inky Vostřezové: „V hlavním městě, Ulánbátaru, byl soubor pozván na třídenní slavnosti Nadom. Sestávaly z několikakilometrového dostihu, kterého se účastnily pouze děti do dvanácti let, neboť pro starší by to byla ‚brnkačka‘… Když dojížděly děti do cíle na hlavním náměstí, přiskočil jeden otec ke koni, kterému se už nechtělo dál běžet, a dotáhl ho do cíle! Na těch slavnostech se stala velkou hvězdou Věra Nerušilová, neboť se jí podařilo velkým těžkým lukem a šípem trefit cíl sestavený z kožených upletených náramků. Tehdy nás na ten zájezd, který trval 5 měsíců, jelo přes sto! Měli jsme k dispozici několik vagonů vlaku s jídelním vozem, cesta trvala 12 dní s jednou nocí v hotelu v Ostankinu v Moskvě. Viděli jsme celou nádhernou Sibiř i s jezerem Bajkal. Na zájezd nás očkovali několika injekcemi, jedna byla pod lopatku, myslím, že proti tyfu.“
V Severní Koreji byl soubor dvakrát. Poprvé při zájezdu do Číny v roce 1955  a podruhé v roce 1960. Při prvním zájezdu zažil čerstvé stopy po válce. Nestály skoro žádné budovy, schůze a recepce se konaly v bývalém podzemním krytu, ubytování ve dvoupatrovém “hotelu“, jedné z mála nezbořených budov ve Fenjanu (Pchongjang). Setkali se zde s polskými inženýry, kteří přijeli pomáhat s obnovou. Hotel měl místo vypínačů osvětlení dva ohnuté dráty, které se do sebe zahákly, když bylo třeba rozsvítit. Záchody byly na dvoře, ohrada, v ní prkna s vykrojenými  dírami. Hosty z Československa tu vřele vítali, kromě jednoho malého incidentu. Korejský vedoucí dal zastavit vlak, kterým soubor cestoval, aby se návštěva mohla projít po pobřeží, když nemají uprostřed Evropy moře. Inka Vostřezová pro Paměť národa: „Tam na nás malé děti, když viděly bělochy, začaly házet kameny. Asi důsledek války, kdy na ně běloši shazovali bomby… V roce 1960 jel soubor znovu do Severní Koreje. Tentokrát byla atmosféra úplně jiná. Večer za námi přicházely tajně na hotel mladé korejské dívky, bývalé uprchlice, kterých se ujalo Československo během korejské války. Plakaly a chtěly zpět,  k nám. Doprovázeli nás tam mladí lidé, kteří zřejmě pobývali u nás a uměli česky. Myslím, že nás i ty, kdo za námi přišli, špehovali.“
Přišla další zajímavá zahraniční vystupování – v Egyptě, Indii, Pákistánu, Kuvajtu a arabských Emirátech. V Indii mohli navštívit Tádž Mahal, krásný pomník postavený truchlícím manželem na památku zesnulé  manželky.
Z Pákistánu odjeli v pravý čas.  V den odjezdu začal nějaký převrat a při cestě na letiště už leckde hořelo a vybuchovaly exploze.
Do Japonska byl uspořádán jednoměsíční zájezd po mnoha městech, včetně Hirošimy. Bydlelo se v nejdražších hotelech, Sheraton a Hilton. Cestovali z Tokia do Hirošimy a Fukuoky tehdy nejrychlejším rychlíkem na světě, jménem Hikari. Byl už vybaven otáčivými sedadly jako nejluxusnější letadla a jezdil 240 km za hodinu. Konferenciérka a tanečnice Inka Vostřezová vzpomíná, jak se zeptala šéfredaktora největších japonských novin Asahi Šimbun, které zájezd pořádaly, zda na zájezdu ČSSPT neprodělají. Odpověděl: „My jsme největší japonské noviny. Naší povinností je vzdělávat náš národ. Do Japonska zveme každý rok nějaké zahraniční kulturní těleso.“

## Členové souboru
Že šlo v ČSSPT o seskupení mimořádných talentů, to ukázaly nejen jeho úspěchy domácí i zahraniční, ale i jednotlivé profesní kariéry po skončení aktivní činnosti členů a členek souboru. Někteří odcházeli studovat na HAMU, jiní úspěšně vplynuli do nových úkolů pedagogických, uměleckých a jiných. Za dobu existence prošla souborem celá řada významných osobností. Od samého počátku s ním spolupracovali přední čeští i slovenští umělci Karel Plicka, Václav Trojan, Jožka Šaršeová, Josef Krček, ze Slovenska Cyril Zálešák, Štefan Nosál či Juraj Kubánka.
Významnými uměleckými postavami souboru se staly choreografky Libuše Hynková a Jiřina Mlíkovská, která své zkušenosti dále předávala jako pedagog tanečního oddělení HAMU a v odborných publikacích. V roce 1976 byl vytvořen studijní program lidové specializace na státní konzervatoři, který měl vychovávat dorost pro ČSSPT. Na otevření tohoto studia, které později získalo samostatnost jako Taneční konzervatoř hl. m. Prahy (TKP), měly velké zásluhy choreografky souboru Libuše Hynková a zejména Věra Svobodová, tanečnice a choreografka, proslulá svou neodbytností. Na TKP se od roku 1977 pedagogicky a organizačně uplatnil Bohumír Muchka, autor osnov studia anatomie a fyziologie pro studenty TKP, často zvaný do zahraničí (Kolín n. R., Freiburg, Mainz, Göttingen). Jeho bratr, Ivan Muchka, taneční pedagog TKP (1982–97) v letech 1985–88 vedl taneční složku ČSSPT. V taneční či pěvecké složce začínali např. Inka Vostřezová, později první tajemnice československého a posléze českého zastupitelského úřadu ve Washingtonu, spisovatel a pozdější prezident Českého centra PEN klubu Jiří Stránský, režisér a scenárista Radim Cvrček, choreografové a pedagogové Věra Svobodová, činná i v tehdejší NDR, Jiří Hrabal, Gustav Voborník přešel jako tanečník do ND Praha 1956–66, stal se šéfem baletu, choreografem a sólistou v Ústí n. Labem 1966–68, sólistou Laterny magiky 1968–69, šéfem baletu v Plzni 1968–81, vedoucím taneční složky ČSSPT (1981–90), v nastoupené kariéře taneční expertky a teoretičky tance pokračovala Jana Hošková. Eliška Ševčíková se po  odchodu ze souboru vrátila domů do Brna, kde založila vlastní taneční soubor. Marie Mázorová se vdala za slovenského  studenta  VŠE v Praze, s kterým odjela do Zvoleně a tam při umělecké škole založila taneční oddělení i několik souborů; za to jí k jejím osmdesátým narozeninám udělila slovenská vláda řád, spojený s recepcí na slavném Zvolenském hradě. Miroslav Vilímek přešel jako člen katedry gymnastiky na FTVS UK, Jaroslav Suchánek získal popularitu sportovního komentátora.
Z mladší generace v souboru začínali tanečníci populární taneční skupiny UNO, choreograf Richard Hes, herci a tanečníci Michael Dymek, Richard Genzer, Dana Gregorová, skupina Plavci, choreograf a režisér Martin Pacek, který založil v roce 1992 Taneční divadlo BUFO. Pavel Veselý a další členové ČSSPT našli tvůrčí uplatnění v souboru Laterny magiky 1959–61, kam přenesli i některé choreografie (nová podoba Vlašika Inky Vostřezové). Jiří Linha neodolal kouzlu vlastní vokální skupiny a samostatné umělecké dráhy, na půdě domácímu folkloru vzdálenější – sestavil komorní pěvecký ansámbl, který získal značnou dobovou popularitu jako „Linha Singers“ s originálními  přepisy instrumentální hudby pro vybrané vokalisty.

## Zánik ČSSPT
Poválečné nadšení pro oživování lidové tvořivosti během padesáti let zvolna vyprchávalo. Po roce 1990 se ukázalo, že ani pro potřebu zahraniční reprezentace státu se už nebude ČSSPT kvůli nezbytným finančním nákladům těšit někdejší podpoře – navzdory kvalitě, kterou od počátku měl, a významu, který spočíval v živém pokračování lidového umění naší země, tehdy stále ještě Čech, Moravy, Slezska a Slovenska. Výsledkem obecného nezájmu bylo zrušení ČSSPT v roce 1992. Veškeré vybavení, kroje, kostýmy (až na pár kusů, které na konzervatoř do tanečního oddělení s sebou přinesli členové taneční složky Dáša Kašparovská a Ivan Muchka) zmizelo, rovněž tak hudební nástroje, partitury, notový materiál, fotodokumentace, plakáty, návrhy kostýmů a výprav, archivní doklady atd. Stojí za povšimnutí, že Slováci si uměleckou paralelu ČSSPT, totiž SĽUK (Slovenský ľudový umelecký kolektív), uchovali i do třetího tisíciletí.